# Opel Vectra
El Opel Vectra es un automóvil de turismo del segmento D diseñado y producido por el fabricante alemán Opel desde 1988 hasta 2008. También se fabricó y vendió bajo otras marcas del grupo industrial estadounidense General Motors, tales como Chevrolet en América Latina, Vauxhall Motors en el Reino Unido y Holden en Oceanía y Asia, Disponible en estilos de carrocería sedán, hatchback y familiar (a partir del año del modelo 1997 en adelante).
El Vectra es el sucesor directo del Opel Ascona, y también del Holden Apollo en algunos países de Oceanía y Asia. En algunos mercados, el Vectra fue reemplazado por el Daewoo Tosca, el Chevrolet Malibú o el Holden Commodore. En Europa, desde finales de 2008 y primeros de 2009 no hay una cuarta generación del Vectra sino que se utiliza una designación nueva: Opel Insignia (conocido como Buick Regal en Estados Unidos).
El Vectra europeo abarca tres generaciones, lanzadas al mercado en los años 1988, 1995 y 2002. Es un cinco plazas con motor delantero transversal y tracción delantera o a las cuatro ruedas, y se ha producido con carrocerías sedán de cuatro puertas, liftback de cinco puertas y familiar de cinco puertas.
Chevrolet do Brasil produjo la primera y la segunda generación del Vectra para Latinoamérica, la última de las cuales estuvo a la venta hasta 2005. Ese mismo año, se lanzó una versión sedán del Opel Astra C europeo bajo la denominación Chevrolet Vectra, y en 2007 se agregó una versión hatchback de cinco puertas también con el nombre Chevrolet Vectra GT, el cual no es más que un Opel Astra H europeo con logos de Chevrolet.

## Vectra A (1988-1995)
La primera generación del Vectra, conocida como Vectra A, se presentó en octubre de 1988 para el año modelo 1989, como una berlina de cuatro puertas con carrocería tipo notchback, que sustituyó al Opel Ascona C. En marzo de 1989 llegó una versión hatchback de cinco puertas, y a finales de ese mismo año se presentó un coupé basado en el Vectra, llamado Calibra. Ambos coches fueron diseñados por Wayne Cherry, entonces jefe de diseño de Opel. El nombre Vectra fue acuñado por Manfred Gotta.
Vauxhall Motors, la filial británica de GM que compartía la mayoría de sus modelos con Opel, no utilizó el nombre "Vectra", sino que optó por mantener el nombre Cavalier, convirtiendo al Vectra A en un Cavalier de tercera generación con la marca Vauxhall. No fue hasta la introducción del Vectra B en el Reino Unido en octubre de 1995 que se retiró el nombre Cavalier en favor de Vectra. Sin embargo, los Opel Vectra con volante a la izquierda se fabricaron en la planta de Vauxhall en Luton para su exportación a otros países europeos.
El Vectra de 1989 estuvo disponible en los modelos Base, LS, GL, GLS, CD y GT; su modelo hermano fue el Cavalier de tercera generación. Inicialmente, los motores iban desde el 1.4 L de 75 caballos de vapor (55 kW) hasta el 2.0 L Familiar II de 130 caballos de vapor (96 kW). El Vectra 2000 16V, el tope de gama, llegó en septiembre de 1989. Su versión de dieciséis válvulas del motor 2.0 L generaba 150 caballos de vapor (110 kW) y solo estaba disponible con carrocería sedán, con tracción a las cuatro ruedas disponible.
El motor de dieciséis válvulas también apareció en los modelos GT (GSi en algunos mercados) después del rediseño, ahora principalmente como hatchback. En enero de 1989 se añadieron dos versiones con tracción en las cuatro ruedas a la gama, con cualquiera de los motores de 2 litros, y en septiembre de 1992 el coche recibió una edición limitada con turbocompresor y 204 caballos de vapor (150 kW). En 1994, la versión 4x4 turbo del Vectra se utilizó como Safety Car en la Fórmula 1.
En particular, participó en el Gran Premio de San Marino.
El motor de 1.4 litros no estaba disponible en todos los mercados, e incluso entonces, generalmente solo estaba disponible en versiones básicas (Base/L en el Reino Unido, LS/GL en Europa). En mercados como Italia, donde el sistema fiscal favorecía los motores más pequeños, también se ofrecía un GLS 1.4 mejor equipado. Con la introducción de las regulaciones de emisiones Euro I, el motor de 1,4 L con carburador fue reemplazado por un motor de 1,6 L con inyección de combustible con la misma potencia para la mayoría de los mercados.
Un motor V6 de 2,5 L apareció hacia las últimas etapas de la vida del Vectra, desarrollando 170 CV (125 kW), convirtiendo al coche en un relajado crucero por autopista en lugar de darle pretensiones deportivas. Había dos motores diésel para elegir; uno era un Isuzu 1,7 L 4EE1 de cuatro cilindros en línea, tanto en forma de aspiración natural como turboalimentado (1686 cc), este capaz de alcanzar 82 caballos de vapor (60 kW), y un turbodiésel 1,7 "de bajo soplado" diseñado por Opel (1699 cc), y una unidad diésel de aspiración natural, que entregaba de 57 a 60 caballos de vapor (42 a 44 kW).
La suspensión delantera era totalmente independiente, con puntales MacPherson, brazos de control inferiores de acero prensado y barra estabilizadora. La suspensión delantera, junto con los componentes mecánicos principales (motor y transmisión), estaba montada remotamente sobre un subchasis delantero. En los modelos de tracción delantera, la suspensión trasera era semiindependiente, compuesta por una barra de torsión unida a brazos de arrastre, con muelles helicoidales cónicos dobles y amortiguadores hidráulicos telescópicos de acción directa; algunos modelos también incorporaban barra estabilizadora.
En los modelos GSi, 4x4 y Turbo con tracción a las cuatro ruedas, la suspensión trasera era totalmente independiente, montada sobre un subchasis, con brazos de arrastre semirremolques, muelles helicoidales cónicos dobles, amortiguadores telescópicos de acción directa asistidos por gas y barra estabilizadora. La dirección es de tipo cremallera y piñón (manual o asistida, según el modelo), montada en el mamparo (cortafuegos), con una columna de dirección telescópicamente deformable.

### Rediseño (1992)
El Vectra también se renovó en septiembre de 1992. La gama incorporó nuevas parrillas delanteras y una tira de plástico negro sobre los faros traseros, además de una mejora en la estructura para mejorar la resistencia a los impactos. Los airbags estuvieron disponibles a partir de 1993.

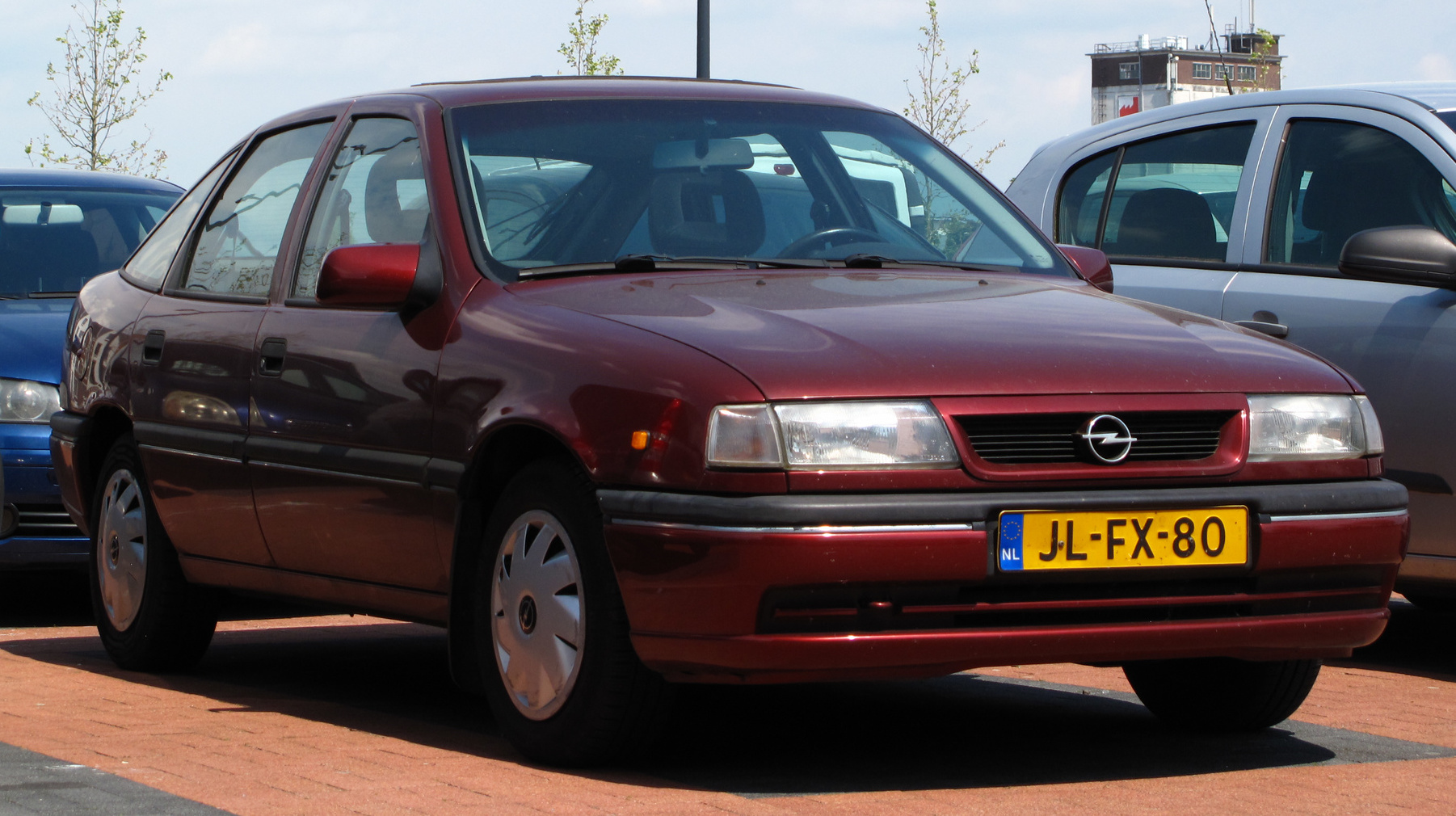
Hatchback (facelift)
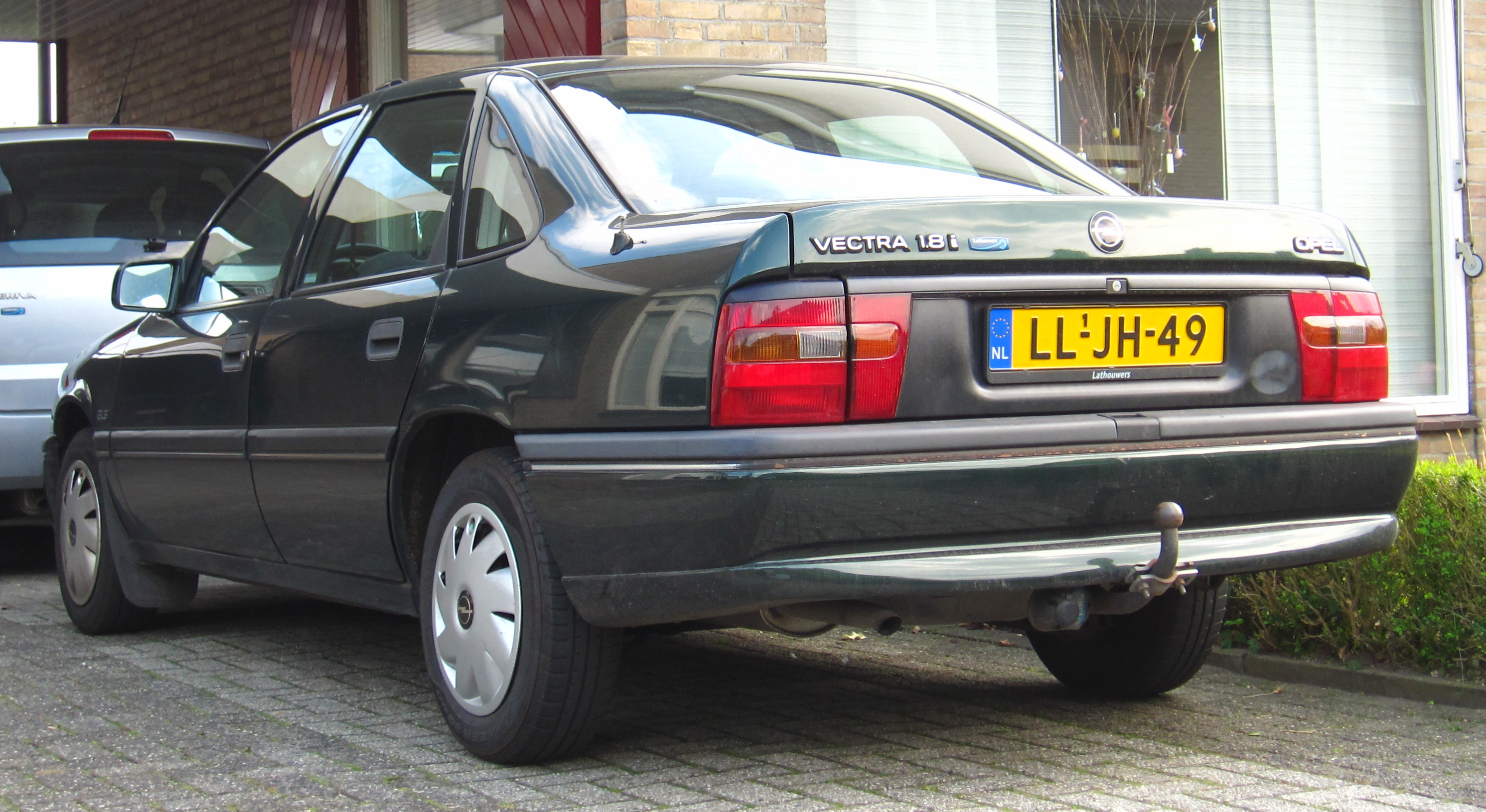
Saloon (facelift)
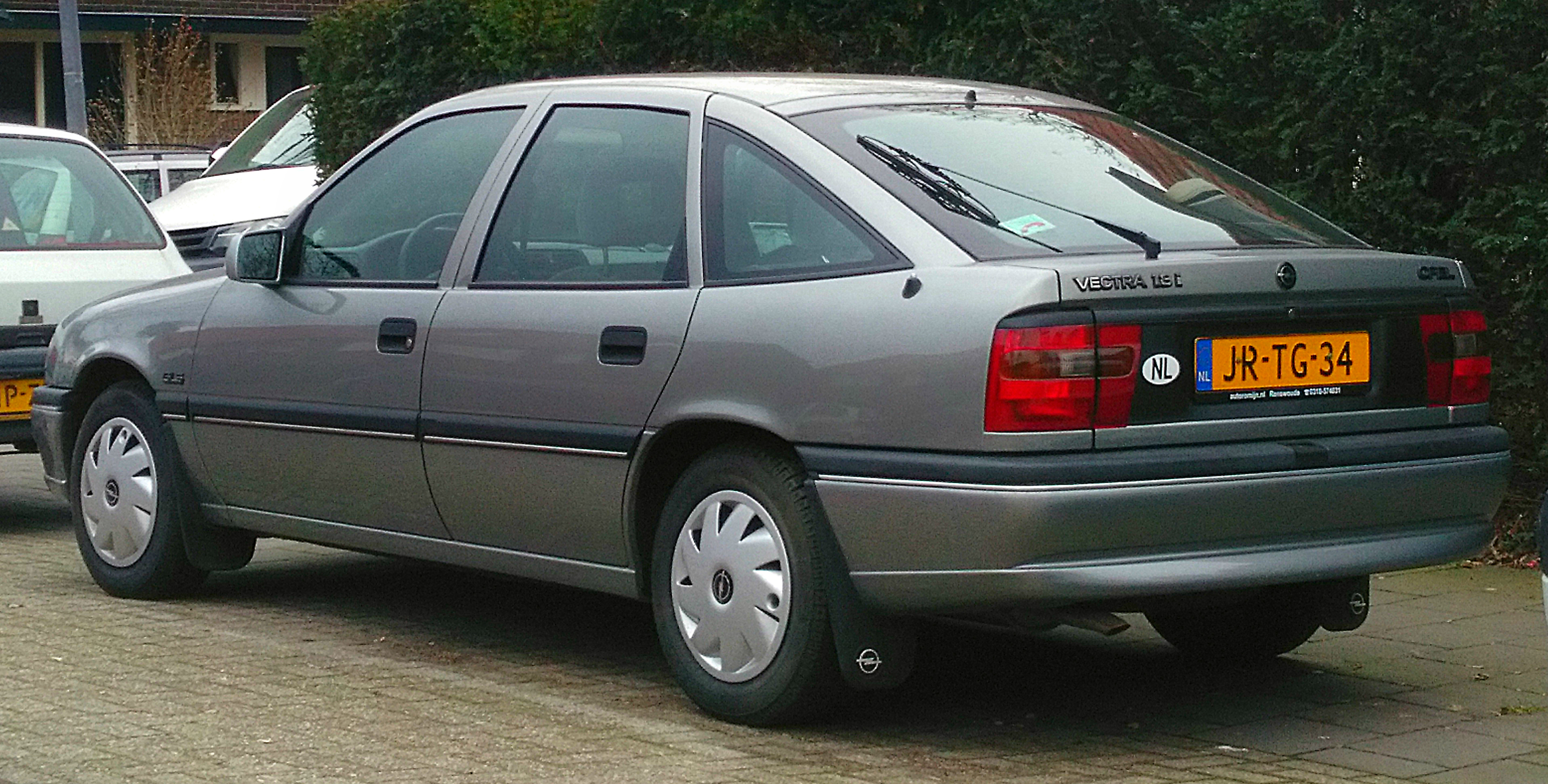
Hatchback (facelift)

En Nueva Zelanda, el Vectra A se ofreció inicialmente como Opel entre 1989 y 1994, pero llevó insignias de Holden entre 1994 y 1996 hasta la introducción del Vectra B. No se vendió en Australia, donde Holden en su lugar ofreció un Toyota Camry rebautizado llamado Apollo hasta 1997. En Japón, el Vectra (y el Omega) fueron los primeros Opel en ser distribuidos por Isuzu Motors Ltd. en lugar del importador de larga data Toho Motors (東邦モーターズ), a partir de julio de 1989.
En Egipto, el Opel Vectra A no se introdujo hasta 1994 a través de los concesionarios de GM Egipto, y su producción comenzó a finales de 1994 en GM Egipto hasta principios de 1996. Con una gama de versiones 1.6 GL, 2.0 GL y 2.0 GLS, y solo la carrocería Sedán, impulsó las fuertes ventas durante este corto periodo. Este modelo fue similar al del Opel Kadett.

### Chevrolet Vectra (Brazil)
En Brasil, el Vectra A con la insignia Chevrolet no fue introducido hasta 1993, cuando reemplazó las versiones superiores del Chevrolet Monza, una versión rediseñada del Ascona C. El primer modelo brasileño tenía dos opciones de motor: 2.0 de 8 válvulas, para las versiones GLS y CD y el 2.0 de 16 válvulas con 150 hp importado de Alemania, este último solo disponible para la versión GSI. El ensamblaje del Vectra A llega hasta 1996, cuando se lanza el Vectra B. Su producción fue hecha de CKD.

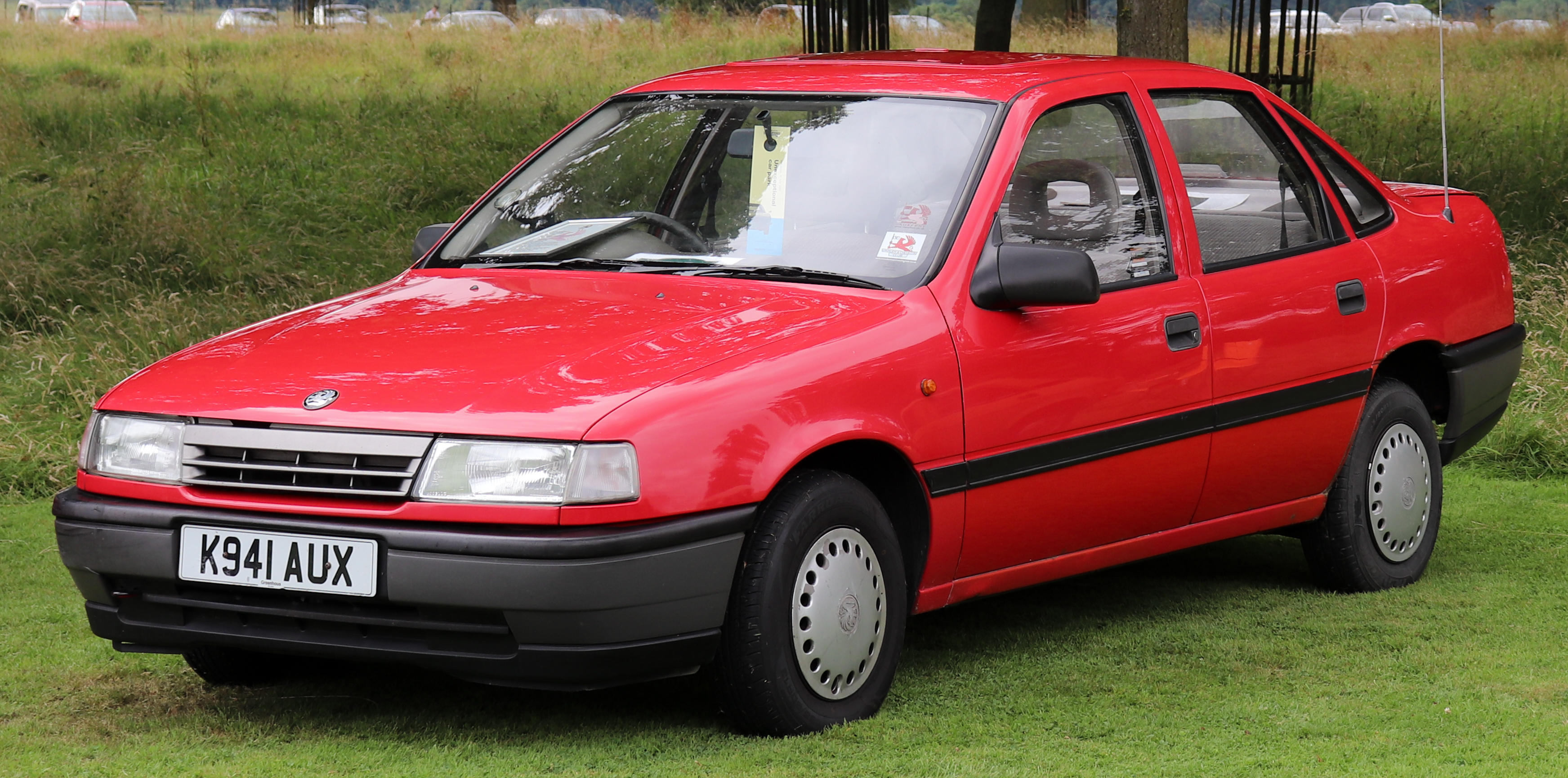
Vauxhall Cavalier
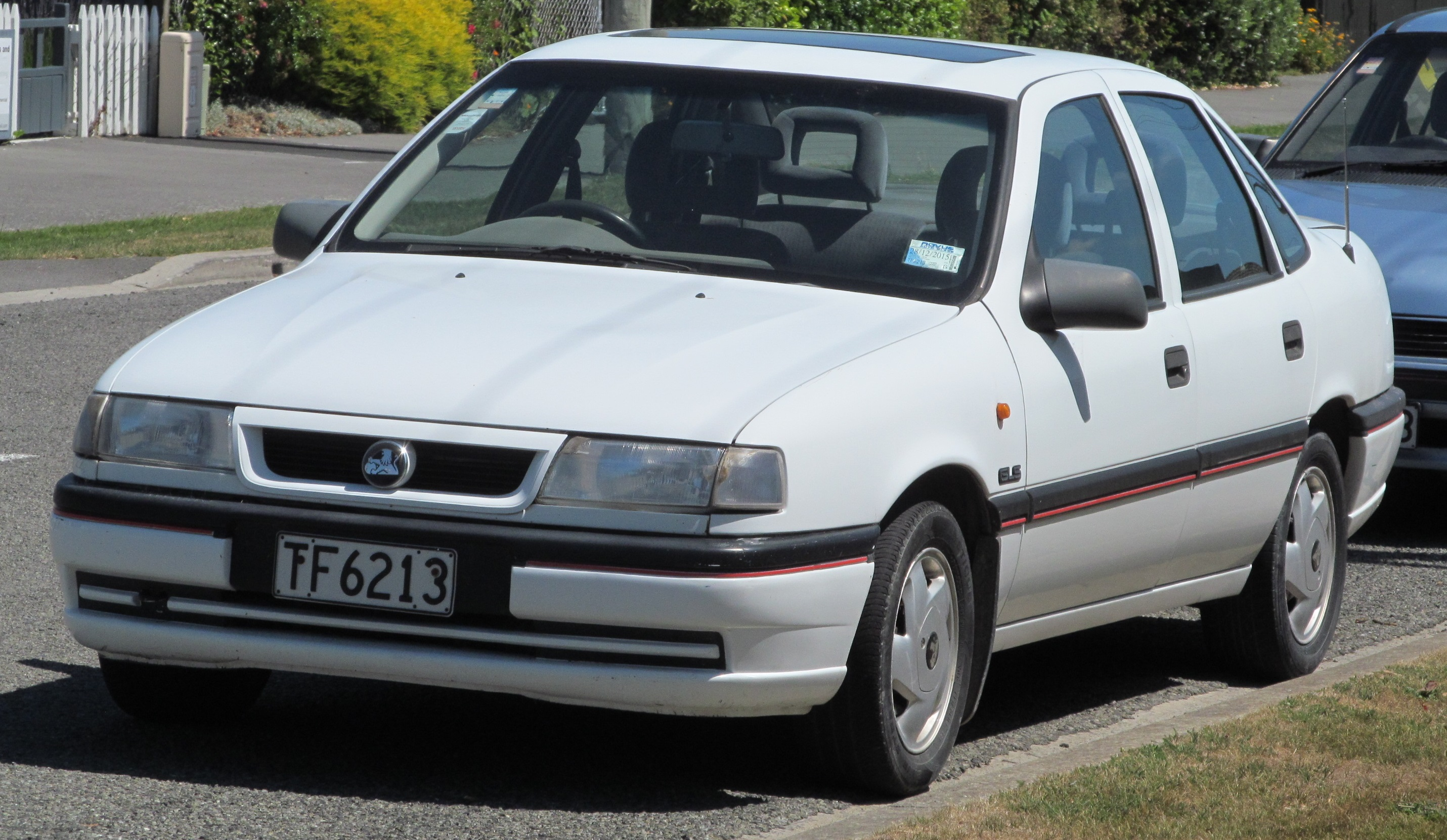
Holden Vectra

La primera generación del Vectra (Vectra A) se puso a la venta en 1988 con carrocerías sedán y liftback. El Opel Calibra es un cupé que usa la misma plataforma y mecánica. En Reino Unido, se mantuvo la denominación Vauxhall Cavalier, la misma que usaba el Opel Ascona en ese país.
Dado que la norma de emisiones contaminantes Euro I entró en vigor en enero de 1993, todos los motores recibieron cambios poco tiempo antes de esa fecha. El motor Diésel es un cuatro cilindros en línea de 1.7 litros de cilindrada con inyección indirecta, disponible en versiones atmosférica de 57 o 60 CV, y con turbocompresor y 82 CV.
Los motores gasolina son un 1.4 litros de dos válvulas por cilindro y 75 CV, un 1.6 litros de dos válvulas por cilindro y 71, 75 o 81 CV, un 1.8 litros de dos válvulas por cilindro y 88 o 90 CV, un 2.0 litros de dos válvulas por cilindro y 101, 115 o 130 CV, un 2.0 litros de cuatro válvulas por cilindro y 136 o 150 CV, un 2.0 litros de cuatro válvulas por cilindro con turbocompresor y 204 CV, y un 2.5 litros de cuatro válvulas por cilindro y 170 CV. El 2.5 litros tiene seis cilindros en V, y el resto cuatro cilindros en línea.
Tanto el 2.0 16v (150cv) como la versión 2.0 16v Turbo (204cv) incorporaban uno en opción y el otro de serie, tracción 4x4.El 2.0 litros de 204 CV recibía la designación 2.0 16V Turbo 4x4, e incorporaba tracción a las cuatro ruedas. Acelera de 0 a 100 km/h en 6,8 segundo y tiene una velocidad máxima de 240 km/h.El Opel Vectra fue uno de los primeros modelos que redujo el coeficiente de resistencia por debajo de 0,30.
En 1992 recibe un leve lavado de cara, sin grandes modificaciones, solo pequeños cambios estéticos para mantenerlo al día. A esta versión se le denominó "merit".
Los acabados de gama llevaban las denominaciones "CD","GL","GLS","GT" y "2000 16v"

## Vectra B (1995-2002)
La segunda generación del Vectra, conocida como Vectra B, introducida al mercado en 1995, recibió también una carrocería familiar. El modelo del mercado británico tomó el nombre Vectra de sus hermanos de Europa continental.
La versión familiar de cinco puertas se estrenó en septiembre de 1996, con el eslogan ‘One step ahead of the Mob’.
El Vectra B, con la insignia de Vauxhall, fue el último Vauxhall producido en la planta de Luton, donde se anunció el fin de la producción de automóviles en diciembre de 2000, poco más de un año después. La producción de automóviles en la planta finalizó en marzo de 2002, aunque la producción de vehículos comerciales continuó hasta 2025.
Para la segunda generación, se trabajó mucho en diseño y aerodinámica, este incluía elementos que solo podían tener berlinas de marcas premium como el navegador, o los faros de xenón, además de airbags laterales que venían de serie 
Los motores gasolina son un 1.6 litros de 100 CV, un 1.8 litros de 125  CV, un 2.0 litros de 136 CV, un 2.2 litros de 147 CV, y un 2.5 litros V6 de 170 CV.  El 2.6 es el más nuevo y monta 6 cilindros V como su hermano 2.5 mantiene la potencia del 2.5 pero incrementa el par un poco por encima del 2.5.
Los motores Diésel son un 1.7 litros de 82 CV, un 2.0 DTI 100 Cv X20DTH  CV, y un 2.2 litros de 125CV Y22DTR. Todos son cuatro cilindros en línea con turbocompresor, en el caso del 2.2 litros de geometría variable y en el resto de geometría fija. 

#### Acabados del Vectra
Comfort es el más bajo de toda la serie 
Elegance 100Edition 
Elegance 
Sport
MEJOR coche del año de 1997, catalogado como el más cómodo y mejor motor turbo inyección directa, el 2.0 DTI.
En octubre de 2013, la revista Top Gear colocó al Vectra 1995 en su lista de los 13 peores autos de los últimos 20 años, describiendo el auto como "tan mediocre que Jeremy Clarkson se negó a conducirlo".

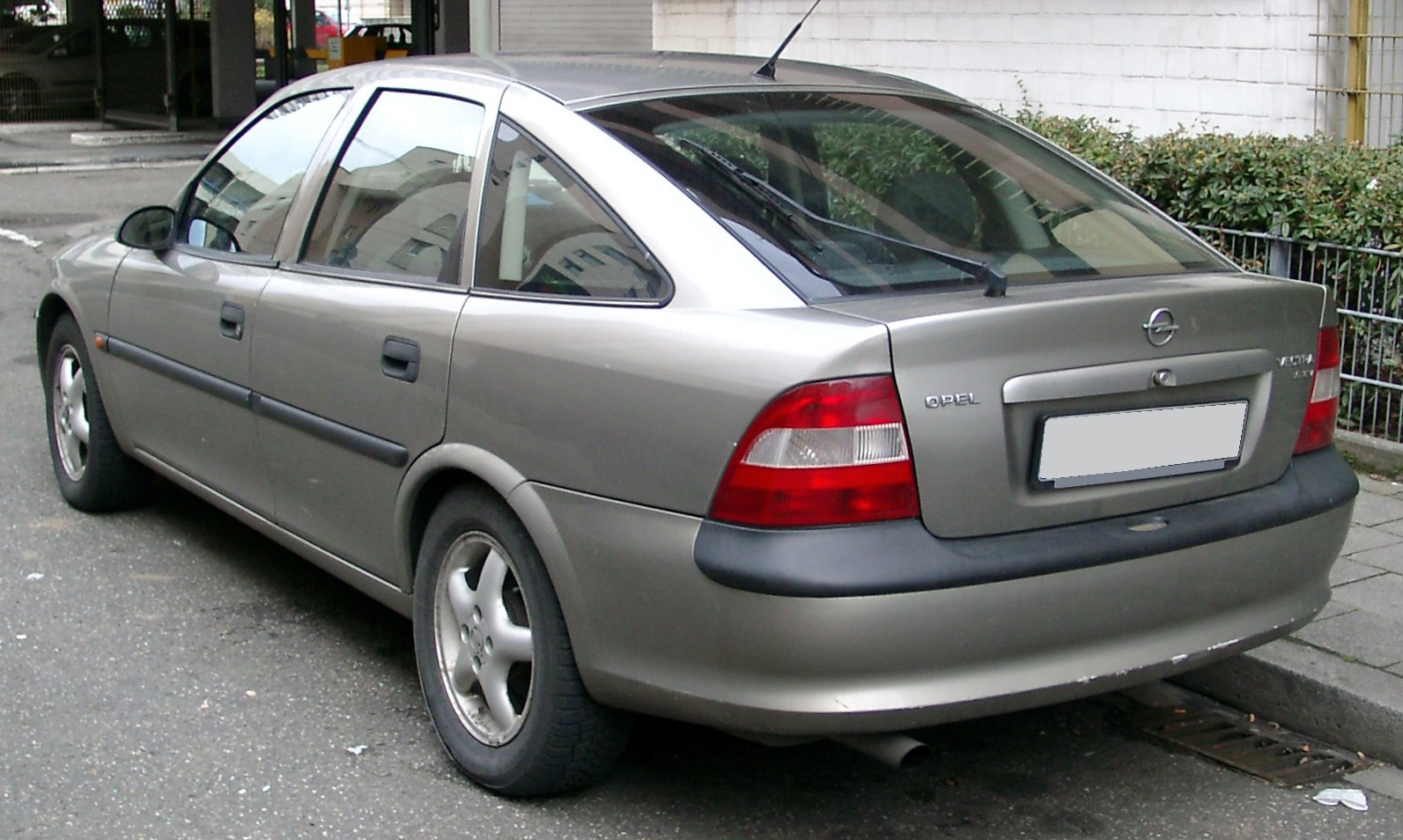
vista trasera del Vectra B versión 5 puertas
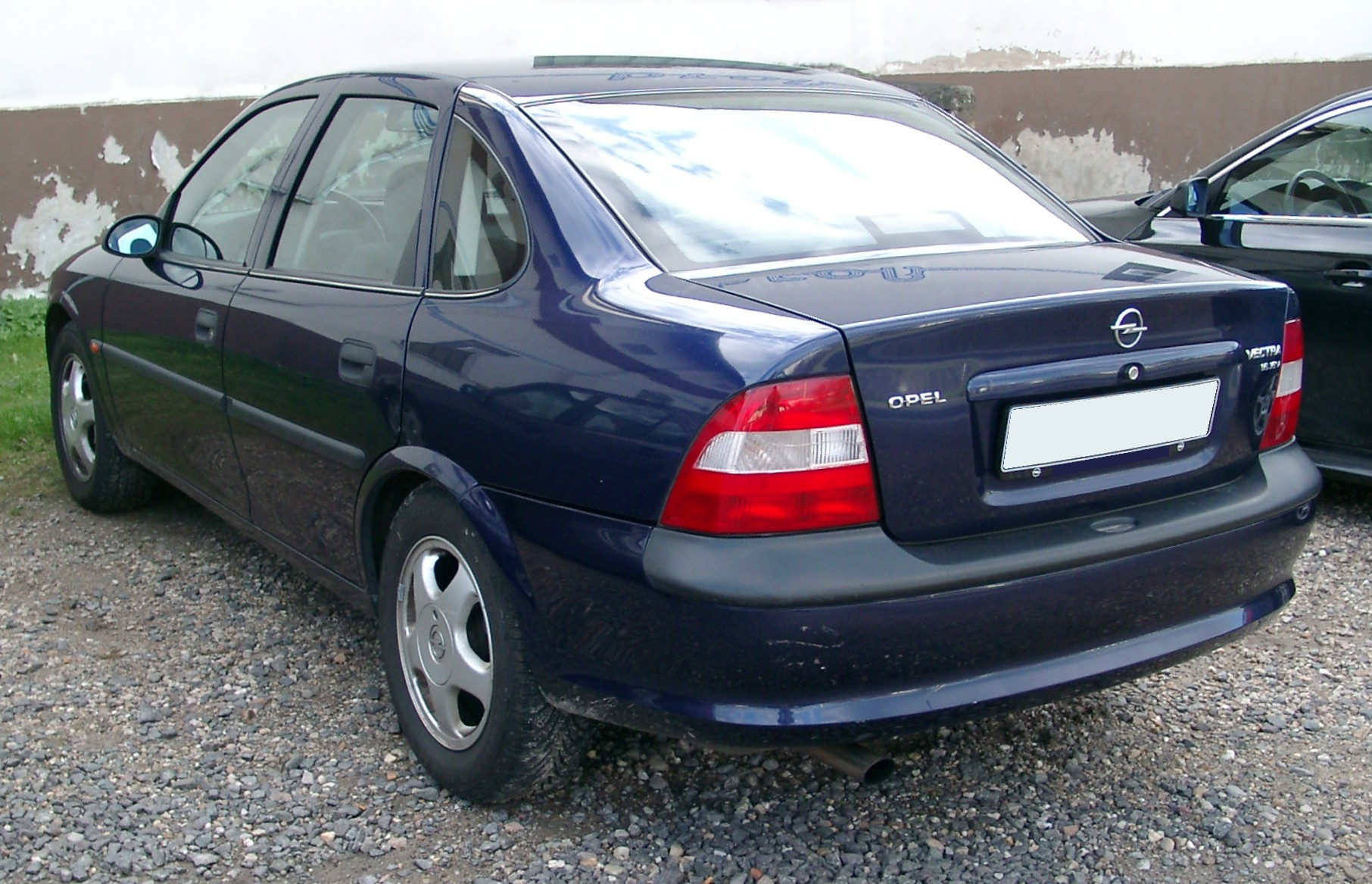
vista trasera del Vectra B versión 4 puertas
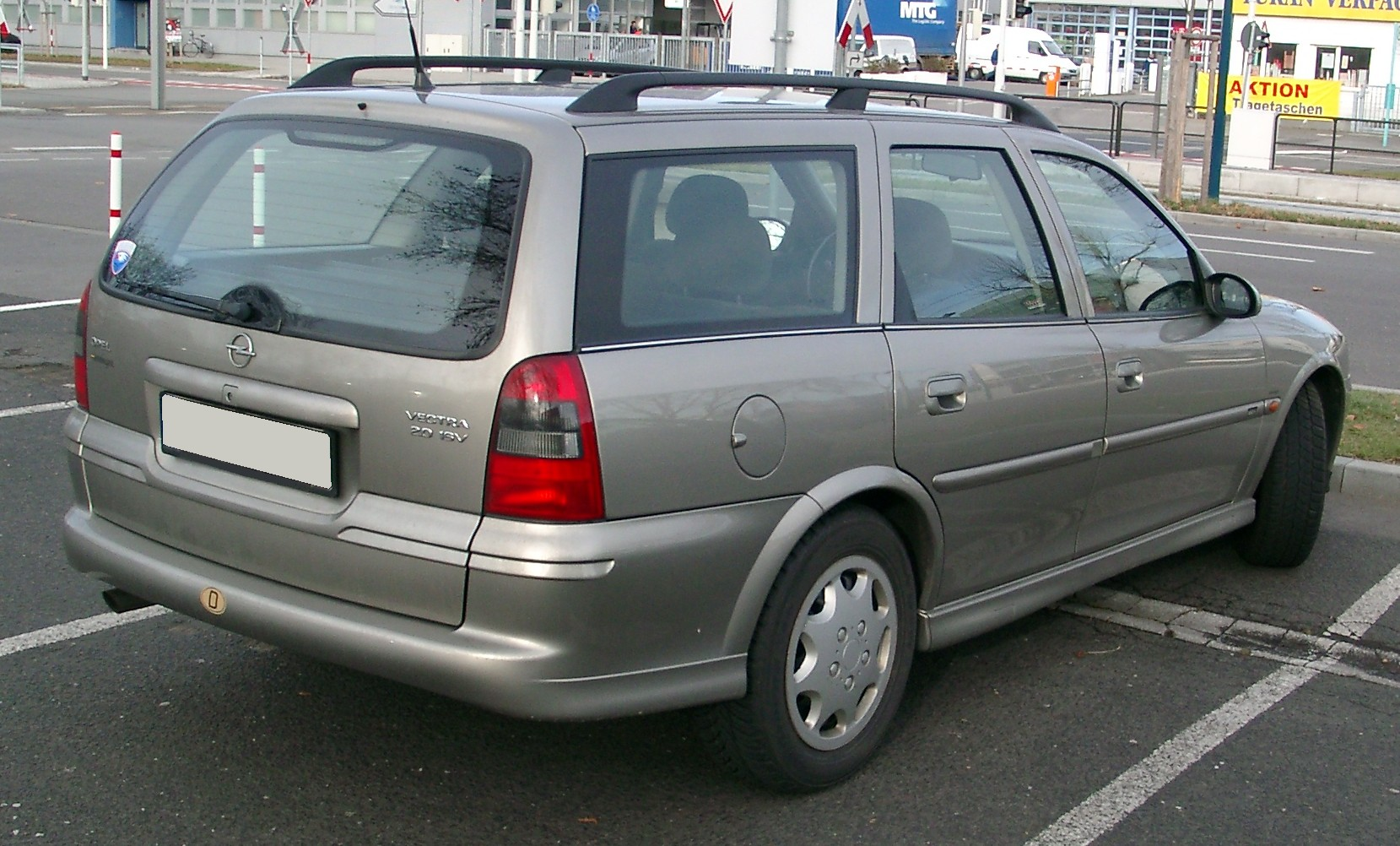
vista trasera del Vectra B versión familiar
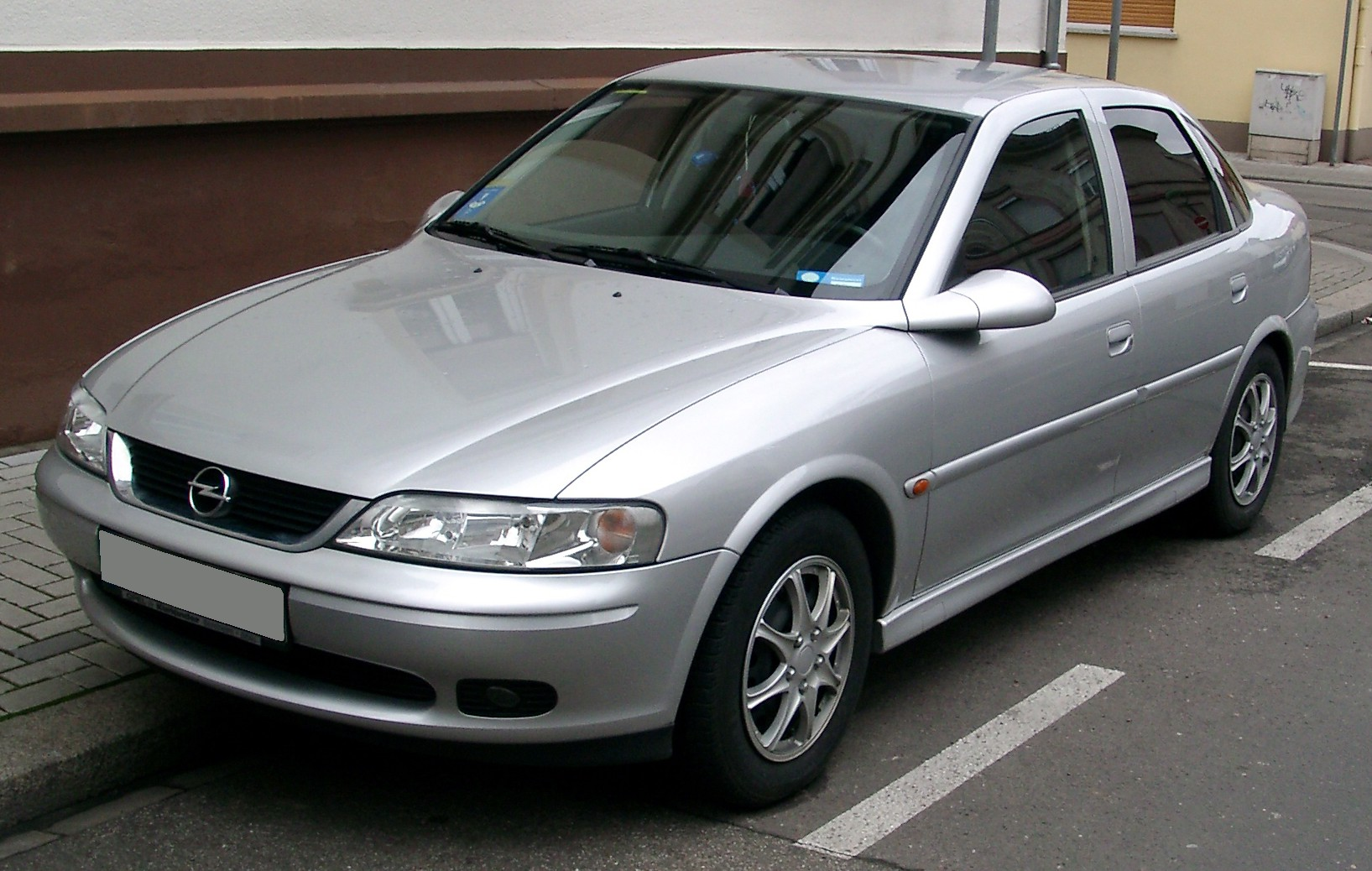
vista delantera del Vectra B lavado de cara
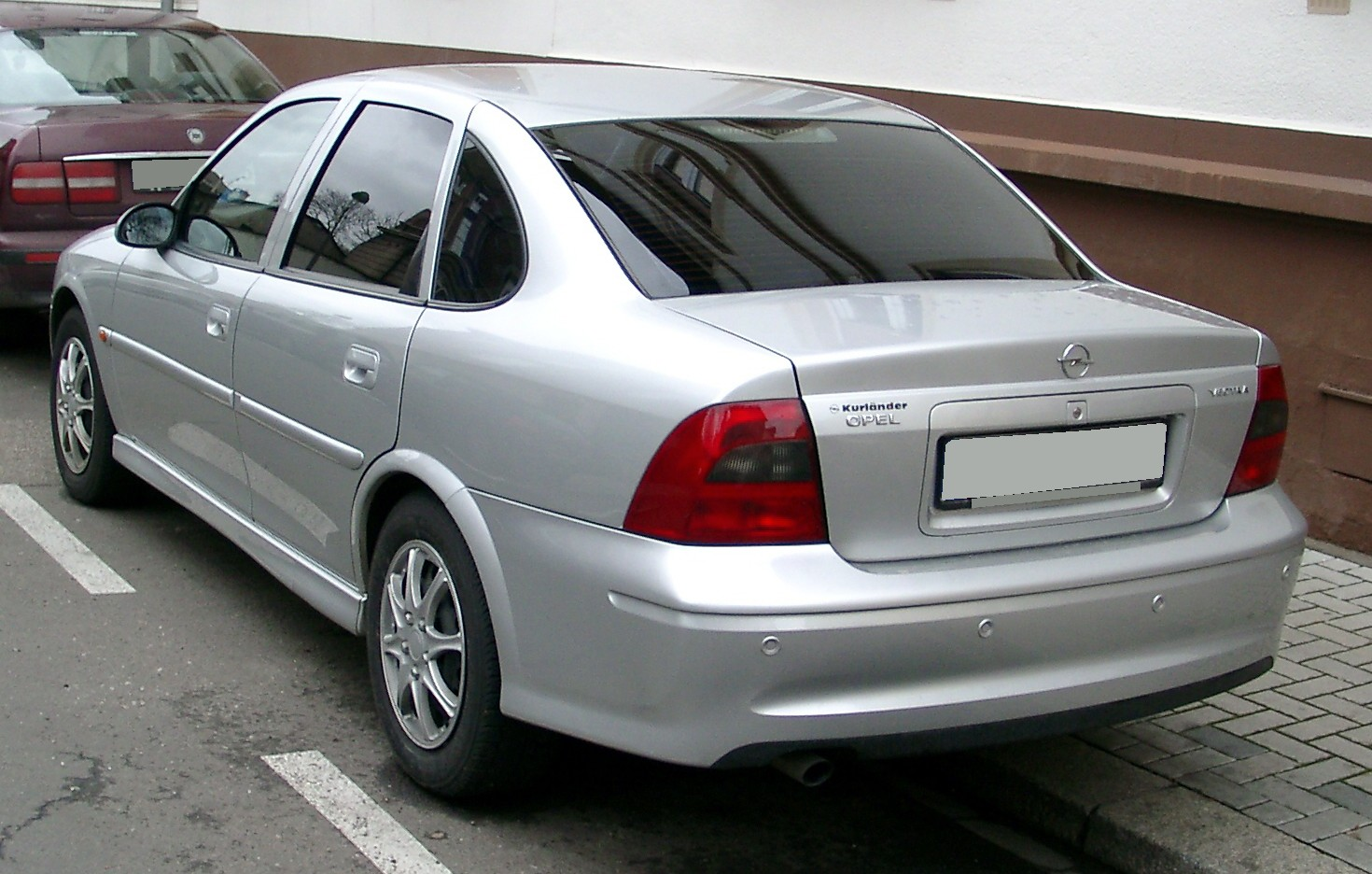
vista trasera del Vectra B 4 puertas lavado de cara

## Vectra C (2002-2010)
Construido sobre la plataforma GM Epsilon, el Opel Vectra C, lanzado en marzo de 2002 para el año modelo 2003, estuvo inicialmente disponible como un sedán notchback de cuatro puertas y un hatchback de cinco puertas, conocido como GTS.En octubre de 2003 se añadió una versión familiar de cinco puertas. El debut oficial del Vectra C fue en el Salón del Automóvil de Ginebra de 2002.
Originalmente, el Vectra C debía debutar con el Saab 9-3 en octubre de 2001, en el Salón del Automóvil de Frankfurt, pero en julio de 2001 se anunció que los retrasos habían obligado a General Motors a posponer la introducción.. La versión hatchback se estrenó en septiembre de 2002. La versión sedán de cuatro puertas con carrocería de tres volúmenes del Vectra C se asemejaba a una berlina fastback de dos volúmenes y cuatro puertas. Mientras que los anteriores Cavalier y Vectra se fabricaron en la planta de Luton, la segunda generación del Vauxhall Vectra se fabricó en la planta de Ellesmere Port desde su lanzamiento. La producción piloto en Ellesmere Port comenzó a finales de 2001.
El Vectra C se presentó por primera vez en noviembre de 1999, en un ejemplar de Auto Express. En el Salón del Automóvil de Fráncfort de octubre de 2003, se estrenó la versión familiar, con una distancia entre ejes ligeramente mayor que las versiones hatchback y berlina. Compartiendo la distancia entre ejes de 2830 mm (111,4 plg) del familiar, se presentó un "hatchback ejecutivo" con la denominación Opel/Vauxhall Signum. El Signum, basado parcialmente en el Vectra C, presentaba una distribución trasera completamente diferente.
La gama de motores se modificó sustancialmente para tener en cuenta el mayor peso en vacío del Vectra C. El motor Ecotec Familiar 1 de 1,8 litros y 90 kW (121 CV) se reservó para el modelo base, y el motor de gasolina principal del Vectra C, que constituye la mayor parte de la producción, es el Ecotec de 2,2 litros con transmisión por cadena que produce 108 kW (145 CV); junto con una nueva gama que encabeza el V6 de 54 grados de 3,2 litros con 155 kW (208 CV). De junio a julio de 2002, Ed Harris protagonizó anuncios del Vauxhall Vectra en el Reino Unido. Pierluigi Collina también protagonizó anuncios publicitarios en toda Europa del Vectra, así como del Signum, a finales de 2005.
En 2003, también se ofreció teóricamente un motor Ecotec turboalimentado de 2.0 litros con 129 kW (173 CV). Al ser el motor principal de otra marca de GM, Saab, solo se vendió en pequeñas cantidades en el Vectra. El motor de 2,2 litros se actualizó en 2004 y se agregó el nombre "Direct" a la línea de modelos, lo que indica la nueva actualización de inyección directa de alta presión que aumentó la potencia de salida a 115 kW (154 HP) con emisiones mejoradas.
La energía diésel, que había adquirido importancia para el éxito comercial en Europa, Se ofrecieron motores CDTI 1.9, 2.0 y 2.2, con un DMAX V6 de 3.0 litros de gama alta procedente de Isuzu que desarrollaba 132 kW (177 CV).
En octubre de 2004, el motor diésel de cuatro cilindros fue reemplazado por un motor Ecotec CDTI de 1,9 litros diseñado por Fiat, capaz de producir 89 kW (119 HP) en versión de 8 V y 110 kW (148 HP) en versión de 16 V. Se informó que el manejo era mucho mejor que el del Vectra anterior.
El Vectra C recibió una renovación en septiembre de 2005, con su debut en el Salón del Automóvil de Fráncfort, y mantuvo una línea de motores similar. Sin embargo, la potencia del motor diésel 3.0 se incrementó a 137 kW (184 CV), y el motor de gasolina V6 de 3,2 litros se sustituyó por un V6 turboalimentado High Feature de 2,8 litros, fabricado en Australia. Este motor, codesarrollado por Saab, podía generar 170 kW (228 CV). Opel instaló el motor turbo de doble entrada en su línea de productos Signum con una potencia de 185 kW (248 CV).
La versión de 185 kW (248 CV) estuvo disponible para el Vectra a finales de 2006. Opel también presentó, por primera vez, una versión OPC del Vectra, con el nombre VXR en el Reino Unido. Estas variantes de alto rendimiento solo estaban disponibles como hatchbacks y familiares. En el Reino Unido, la potencia del motor V6 High Feature se incrementó a 188 kW (252 CV), lo que permite alcanzar una velocidad máxima cercana a los 250 km/h (155 mph).
La producción del Vectra C y el Signum finalizó en julio de 2008.

### Mercados extranjeros y rebautizaciones
Australia y Nueva Zelanda
El Vectra C se comercializó como Holden Vectra en Australia y Nueva Zelanda. Entre 1998 y 2001, Holden en Australia ensambló el Vectra para su exportación a otros mercados de la región con volante a la derecha, con el objetivo de exportar el 60% de la producción, aunque esto se vio afectado negativamente por la crisis económica asiática.
El Vectra C, conocido localmente como la serie ZC y lanzado en marzo de 2003, solo estaba disponible en versiones sedán y hatchback. Holden no ofreció el Vectra C familiar debido a la presencia del Astra y, posteriormente, del Holden Viva (Daewoo Lacetti). El Vectra fue eliminado y reemplazado por el Holden Epica, un Daewoo Tosca con diseño distintivo, a principios de 2007.
Debido al acaparamiento de Vectras desde 2005 para el mercado de Australasia, hubo suficiente suministro del coche para que las entregas duraran hasta 2007. Como resultado, los Vectra C renovados no se vendieron en esos mercados.[1] En 2008, el Vectra OPC estaba disponible con transmisión manual o automática de seis velocidades (el Vectra OPC anterior solo tenía caja de cambios manual). El motor DOHC V6 turbo de 2.8L podía generar 206 kW (276 HP).
Reino Unido
Las ventas del Vectra C en el Reino Unido no fueron tan buenas como las de sus predecesores. Durante gran parte de su producción, el Vectra original fue el cuarto coche más vendido del país, pero nunca superó el décimo puesto en las listas de ventas del país, aunque dentro de su propio segmento de mercado se mantuvo en segundo lugar, por detrás del Ford Mondeo.
En 2007, finalmente llegó al Top 10 de las listas de ventas de automóviles de Gran Bretaña, siendo el décimo automóvil nuevo más popular del país con más de 50.000 ventas y superando en ventas al Ford Mondeo por primera vez desde 1999. Además, en enero de 2007, la variante familiar fue galardonada como Coche Familiar del Año 2007 por la revista What Car?.
Latinoamérica
Si bien el Vectra C se vendió en México y Chile como Chevrolet Vectra, no se comercializó en Brasil, donde Chevrolet optó por vender el Astra H bajo la marca Vectra de 2006 a 2011. Ambos autos de especificaciones locales estaban equipados con el motor FlexPower SOHC introducido originalmente en 1982 en el Chevrolet Monza.
Irlanda

En Irlanda, el Vectra C se fabricó hasta febrero de 2010.

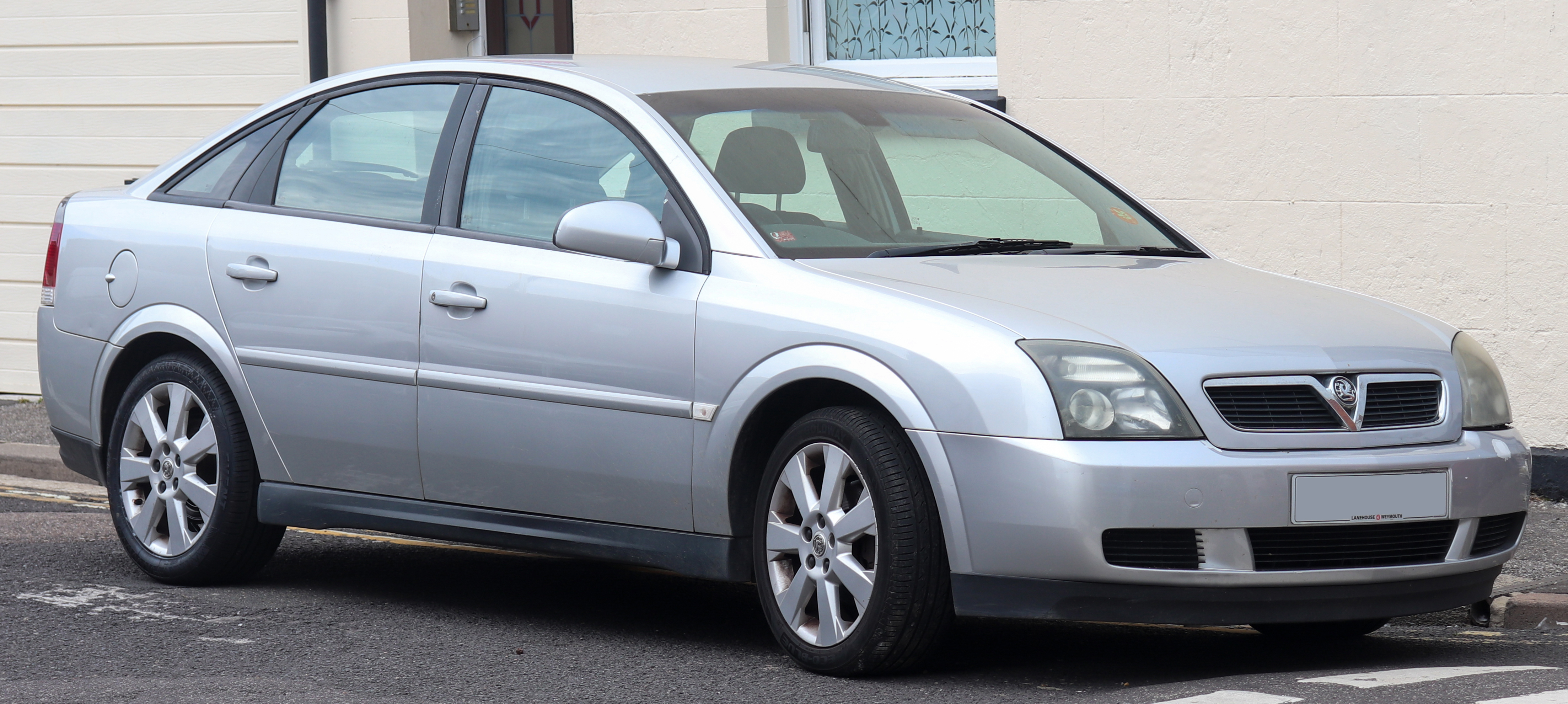
Vauxhall Vectra (pre-facelift, United Kingdom)
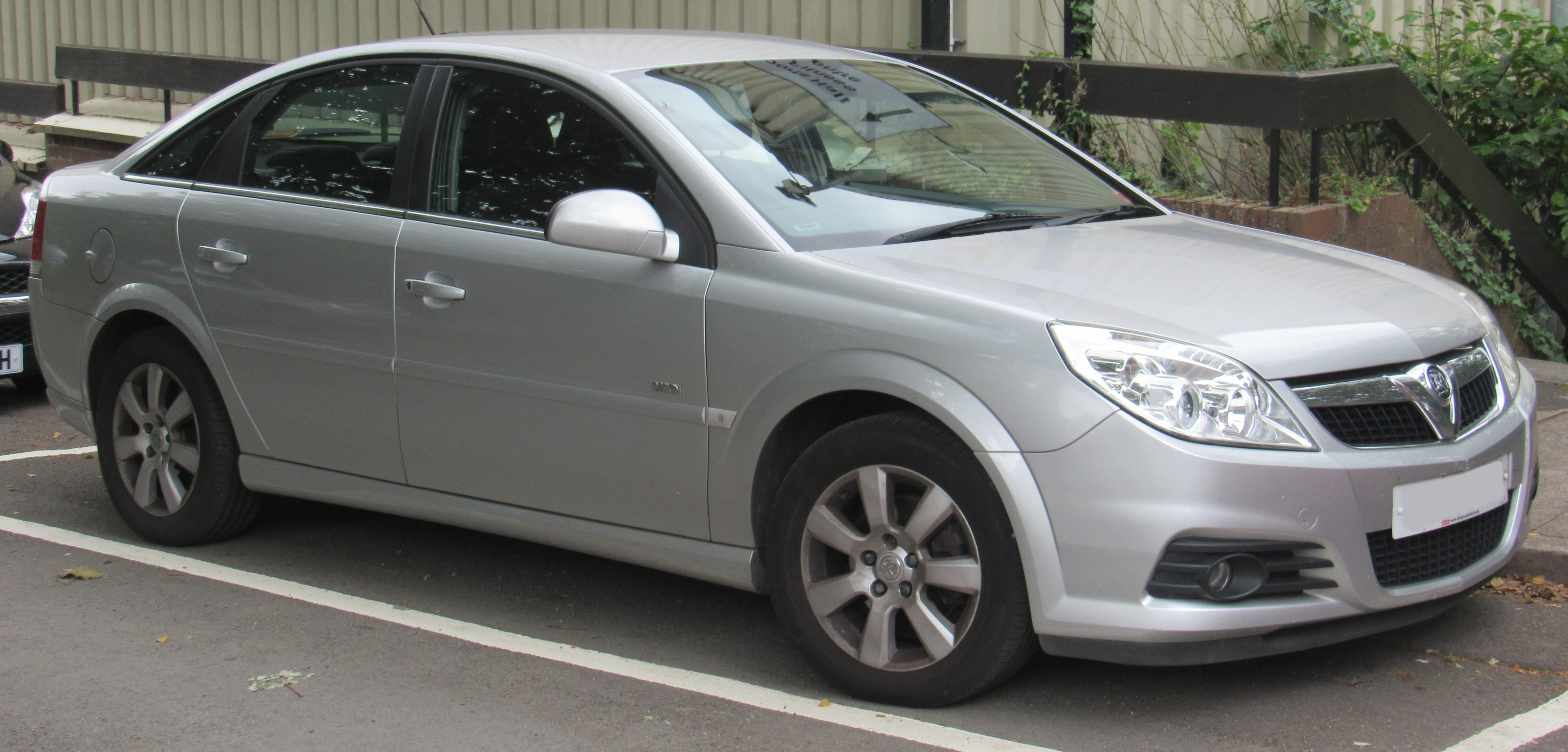
Vauxhall Vectra (facelift, United Kingdom)
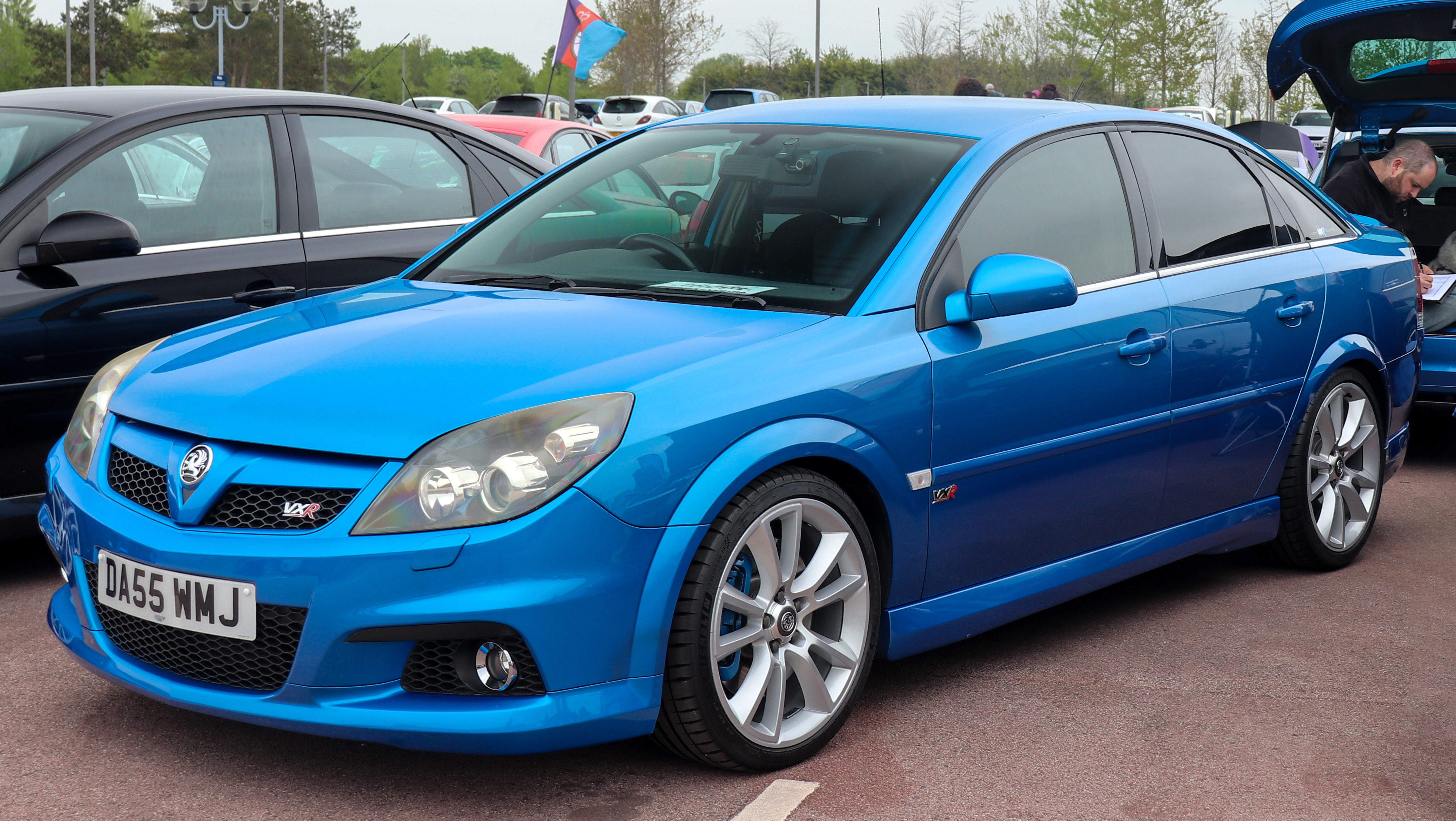
Vauxhall Vectra VXR (United Kingdom)
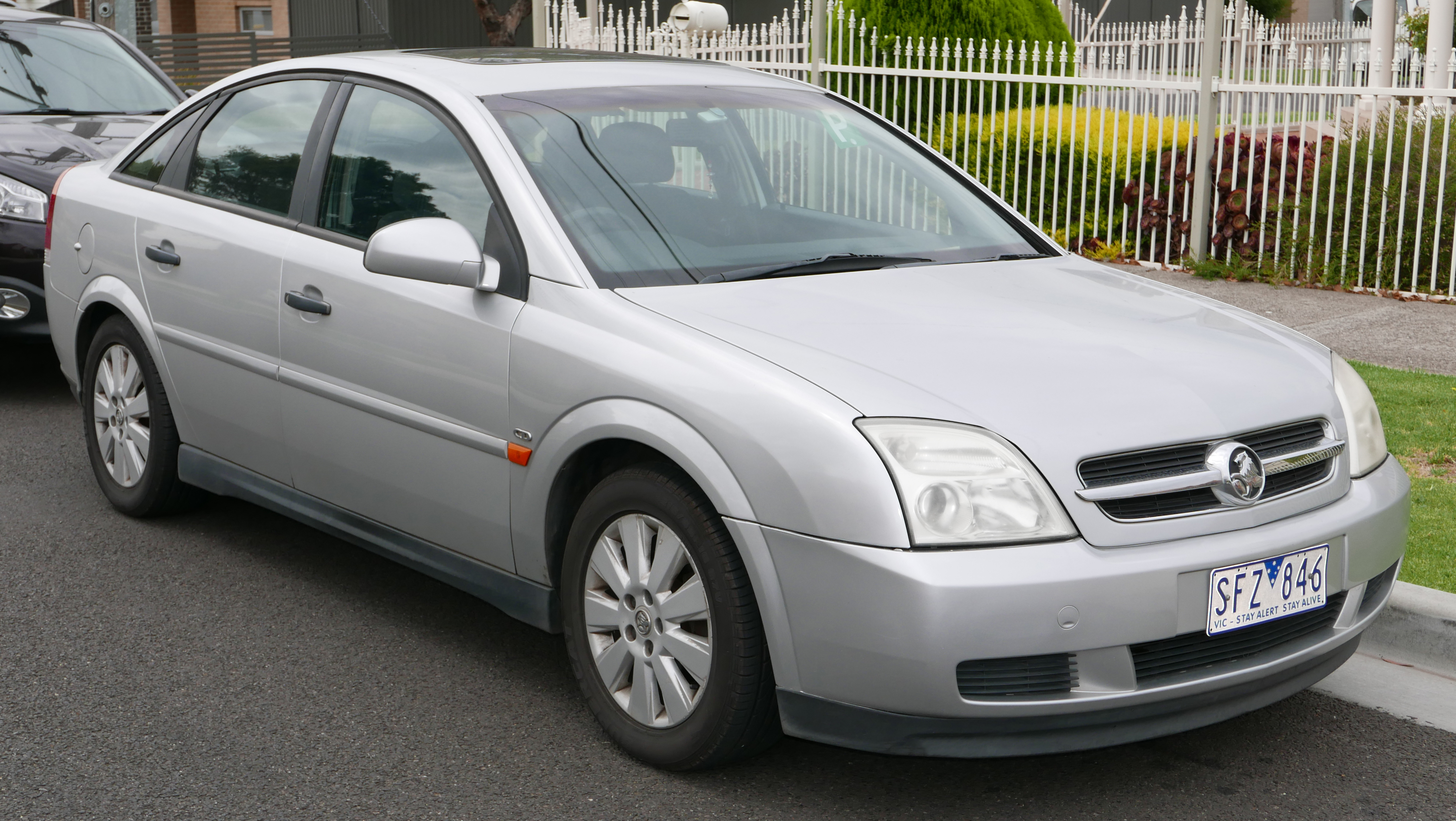
Holden Vectra (Australia and New Zealand)
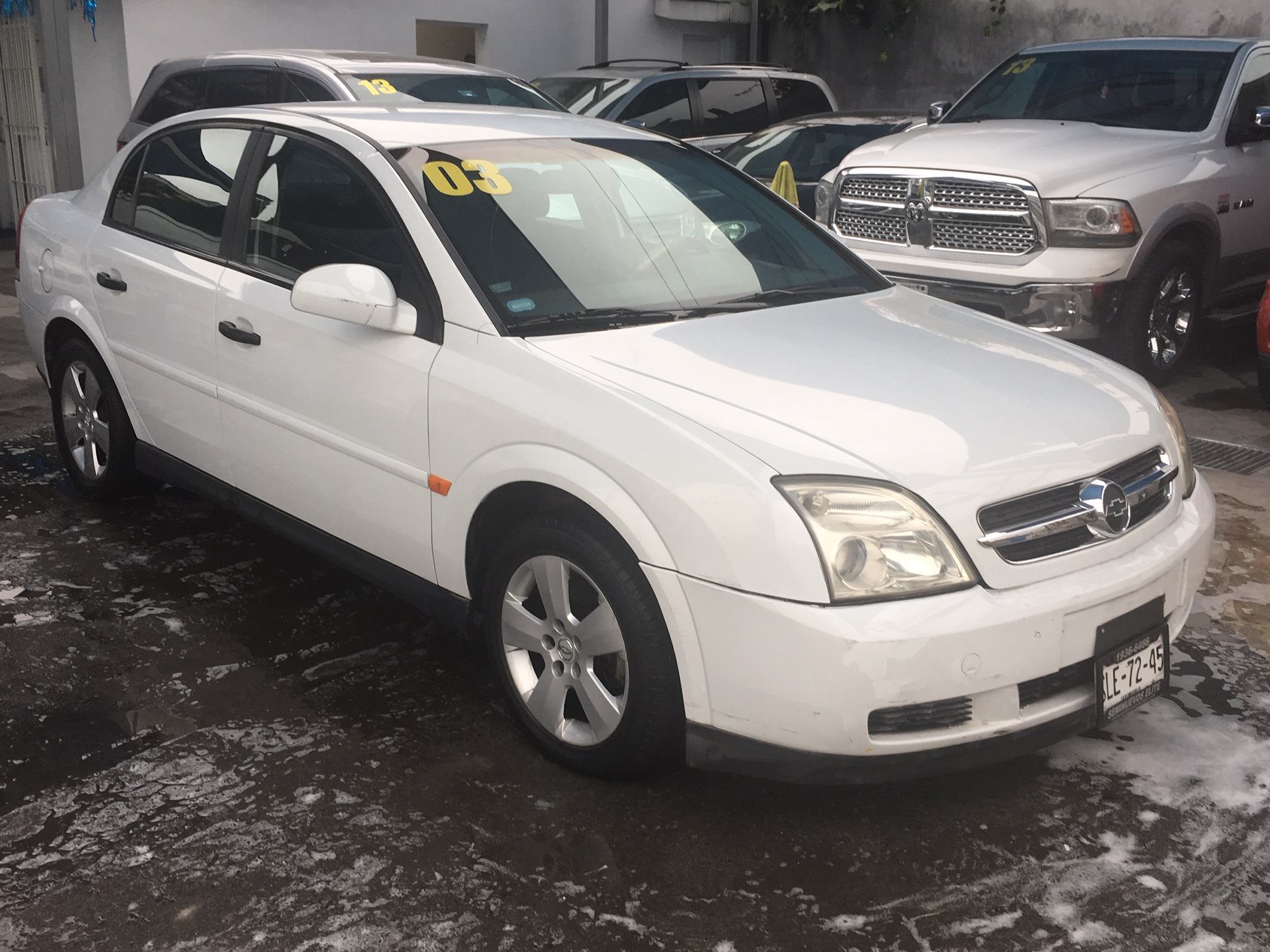
Chevrolet Vectra (pre-facelift, South America)
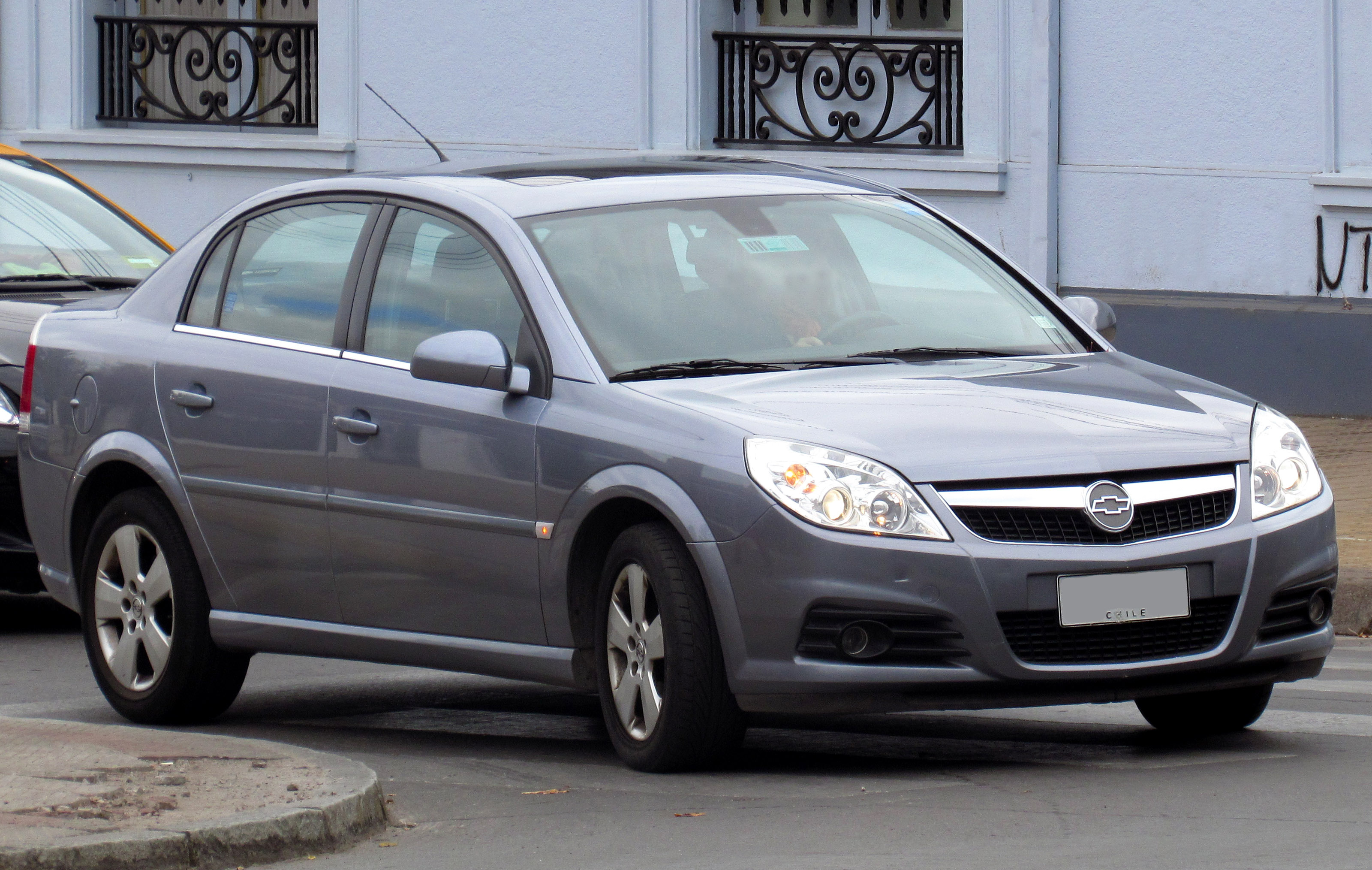
Chevrolet Vectra (facelift, South America)

La tercera generación del Vectra, conocida como Vectra C, se estrenó en el Salón del Automóvil de Ginebra de 2002 y se comenzó a vender ese mismo año, con las mismas tres carrocerías del modelo anterior: sedán, liftback ("Vectra GTS") y familiar ("Vectra Caravan"), más el Signum. Se desarrolló sobre la plataforma Epsilon de General Motors, la misma del Saab 9-3 de segunda generación y del Cadillac BLS. 
Los motores gasolina son un 1.6 litros de 100 o 105 CV, un 1.8 litros de 122 o 140 CV, un 2.2 litros de 147 o 155 CV, un 2.0 litros turboalimentado de 175 CV, un 3.2 litros de 211 CV, y un 2.8 litros turboalimentado de entre 230 y 280 CV. Todos tienen cuatro cilindros en línea, y los dos últimos son los únicos V6.
Los motores Diésel son un 1.9 litros de 100, 120 o 150 CV, un 2.0 litros de 100 CV o de 121 CV, un 2.2 litros de 125 CV, y un 3.0 litros de 177 o 184 CV. El 1.9 litros de 100 y 120 CV tiene dos válvulas por cilindro, y el resto cuatro. El 2.0 litros y el 2.2 litros carecen de alimentación por common-rail, y los 1.9 litros de 100 CV y 2.0 litros poseen turbocompresor de geometría fija en lugar de variable.
A finales del 2005 Opel presenta un lavado de cara para la tercera generación. Debido a que el sector de las berlinas es un campo que va en descenso, Opel decide introducir un cambio profundo en su berlina media, el Vectra, pero para eso es necesario un cambio de nombre y de personalidad, de ahí sale su sucesor: el Opel Insignia.
Los motores que Fiat y GM estuvieron desarrollando durante 5 años, los famosos CDTI de 1.9L o en versiones italianas JTD, han sido muy alabados por la crítica y de hecho se siguen utilizando con resultados magníficos en muchísimos modelos actuales.
Entre las versiones más destacables se sitúa la versión Elegance, GTS y OPC.
En la presentación de la versión Facelift de 2005, se presentan mejoras para esta versión.

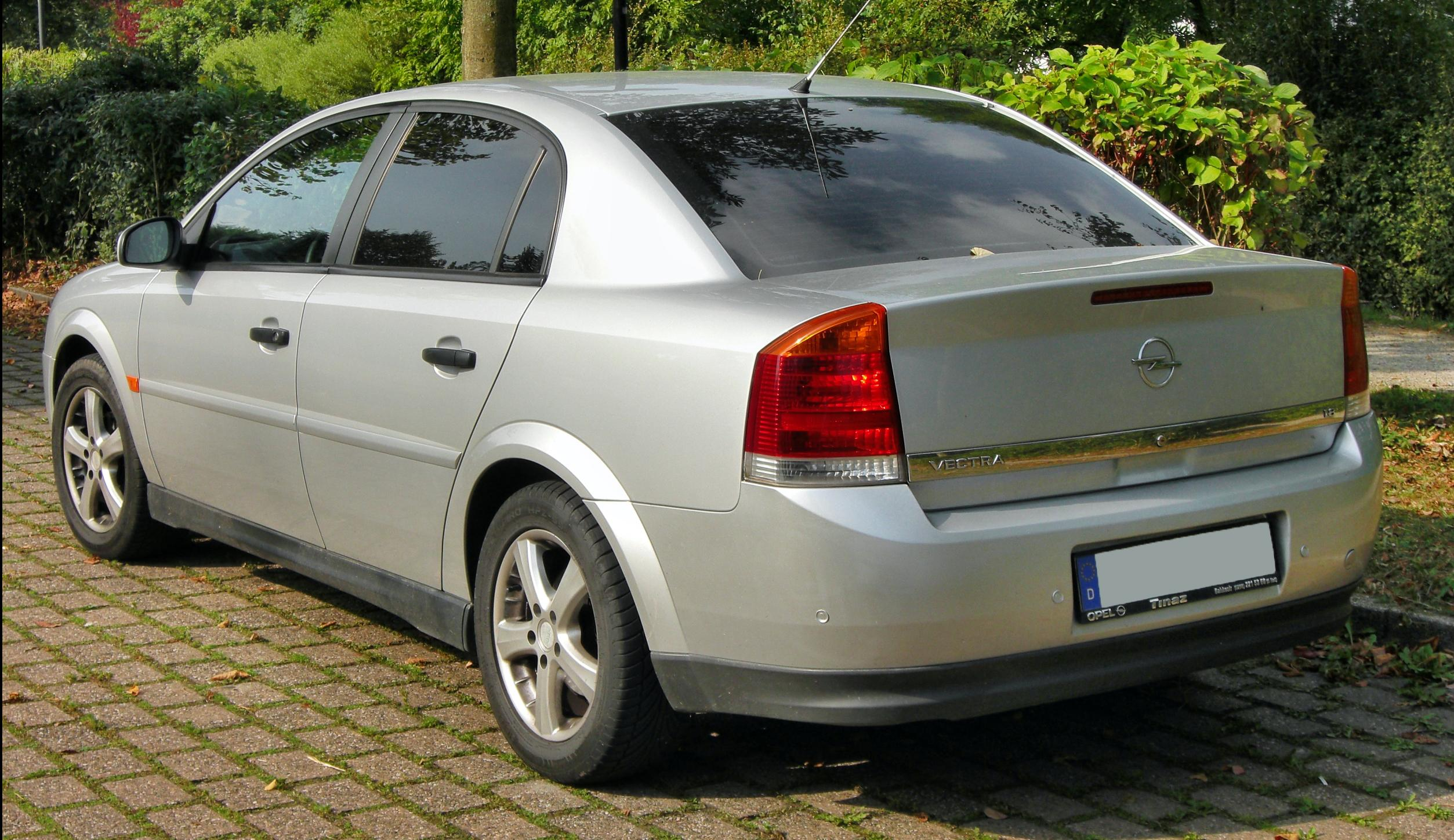
4 puertas
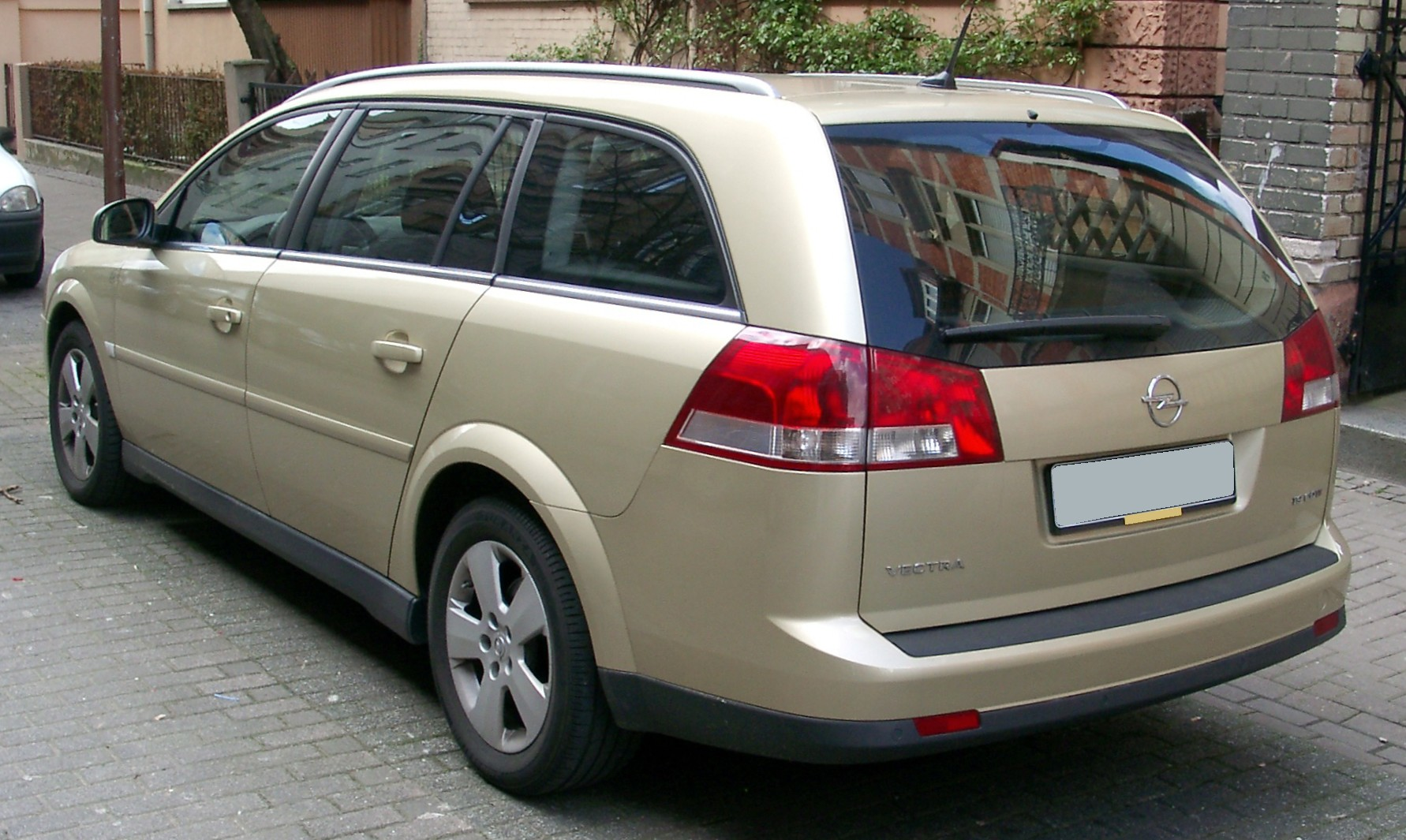
familiar
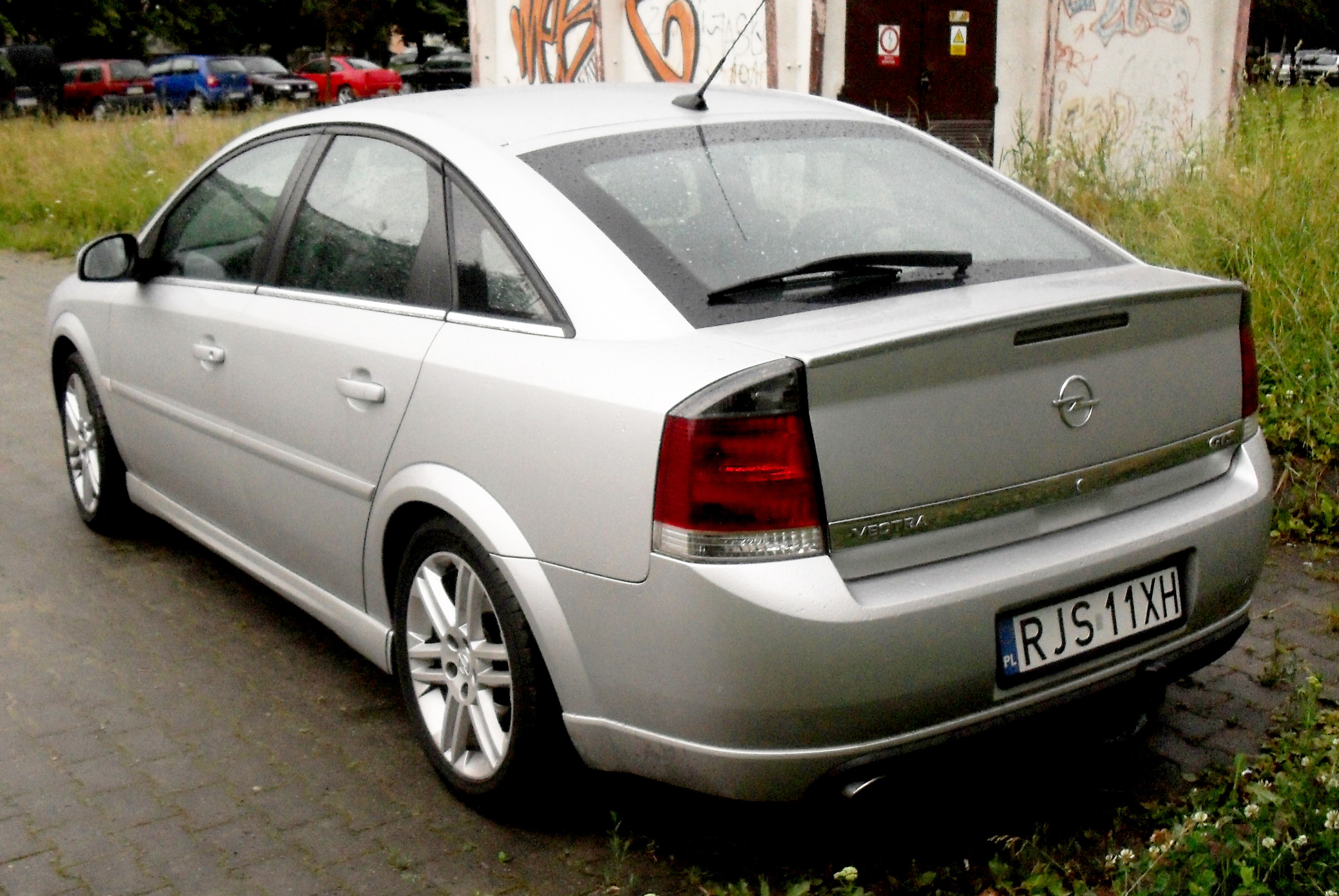
5 puertas
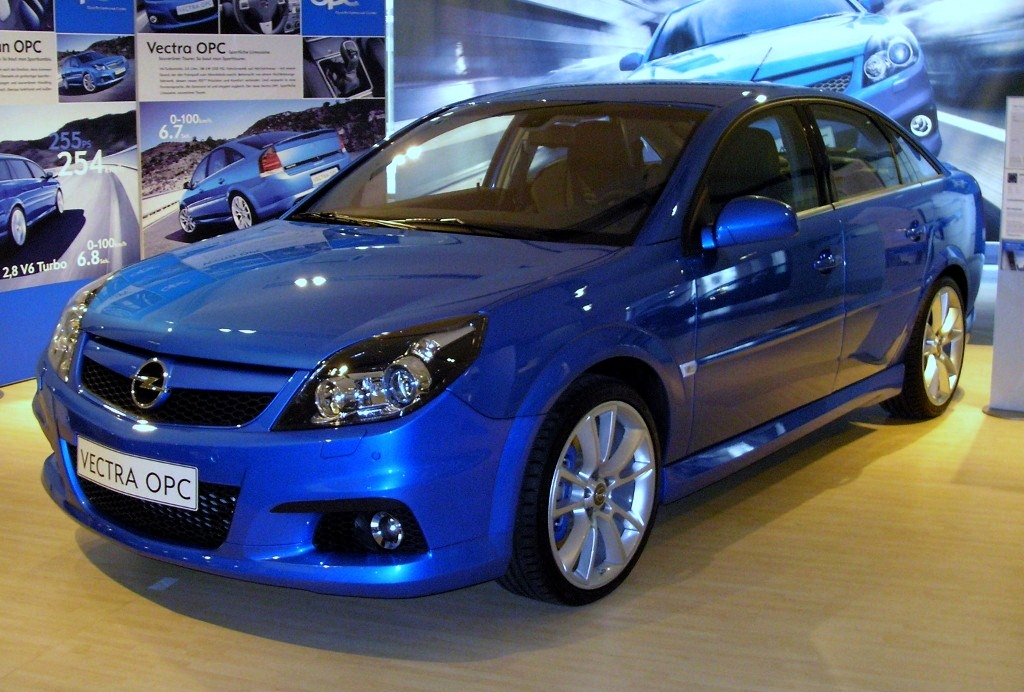
lavado de cara en versión OPC

### Opel Signum (2003 -2008)

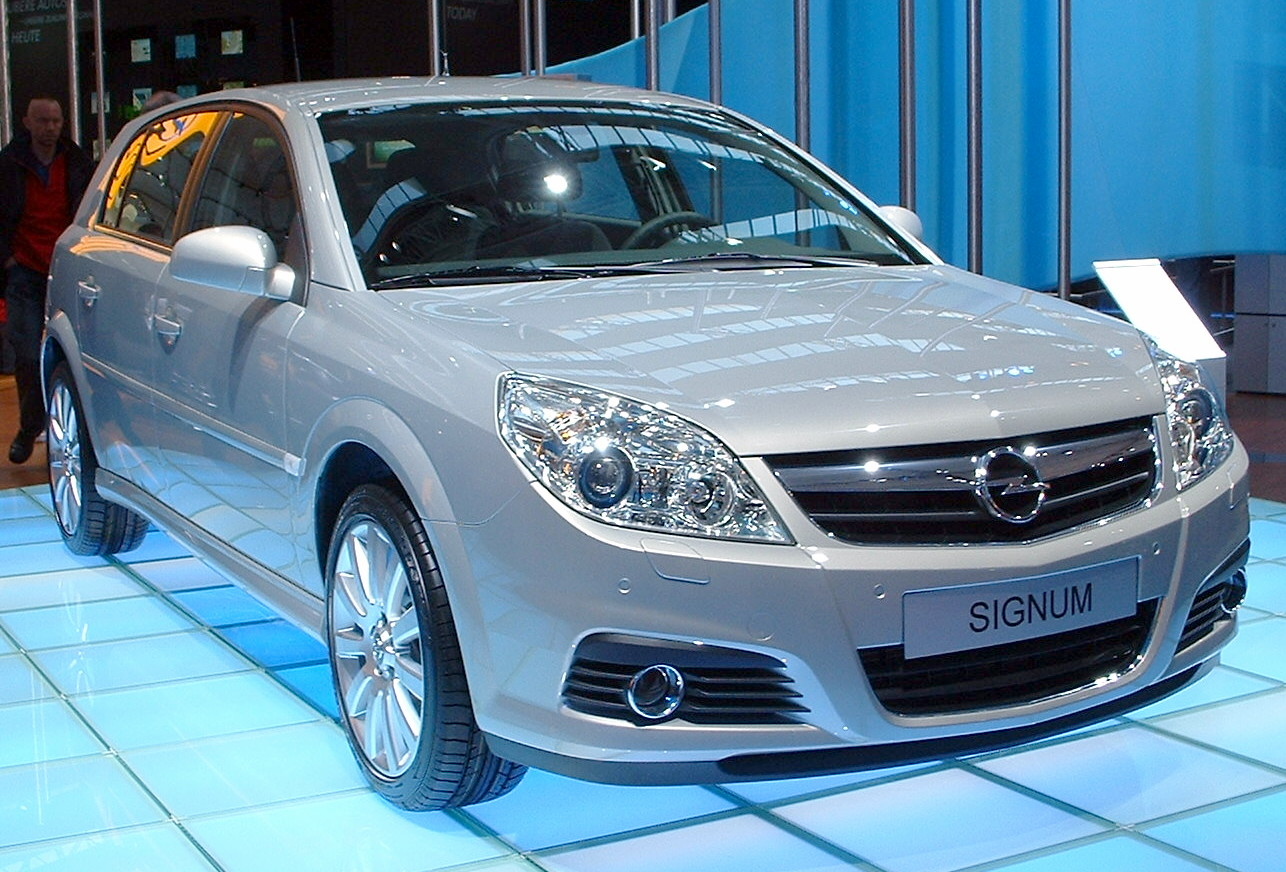
Opel Signum

En 1997 se presentó en el Salón de Ginebra un concept car prototipo denominado Opel Signum, unos años más tarde en 2001 se presentó en el Salón de Frankfurt un nuevo prototipo denominado como Opel Signum 2, el cual anticipaba la base del Opel Vectra de tercera generación, con el formato original del primer prototipo, del cual surgió el modelo de producción.
El Opel Signum fue un modelo derivado del Vectra familiar que compitió en un pequeño nicho de mercado creado en plena época de éxito de los monovolumenes compactos europeos. Se trataba de berlinas de dos volúmenes con un espacio interior mayor en el sentido longitudinal y generalmente en la altura, que satisficiesen a la clientela que buscaba el espacio interior de los nuevos monovolúmenes compactos pero con un aspecto más alejado de los vehículos comerciales. Junto al Signum derivado del Vectra Familiar se encontraban en Europa el Renault Vel Satis, creado desde cero en el segmento E, el Fiat Croma de segunda generación también desde cero a caballo de los segmentos D y E y el SEAT Toledo de tercera generación derivado de un monovolumen, el SEAT Altea.
Con el cambio de moda hacia los SUV o todocaminos compactos en Europa el pequeño nicho desapareció siendo su último integrante el Lancia Delta de tercera generación, acabando todos los intentos en sonoros fracasos. En Estados Unidos, el subsegmento mantuvo toda su vigencia de la mano de la moda retro con los Chrysler PT Cruiser, Dodge Caliber y Chevrolet HHR.

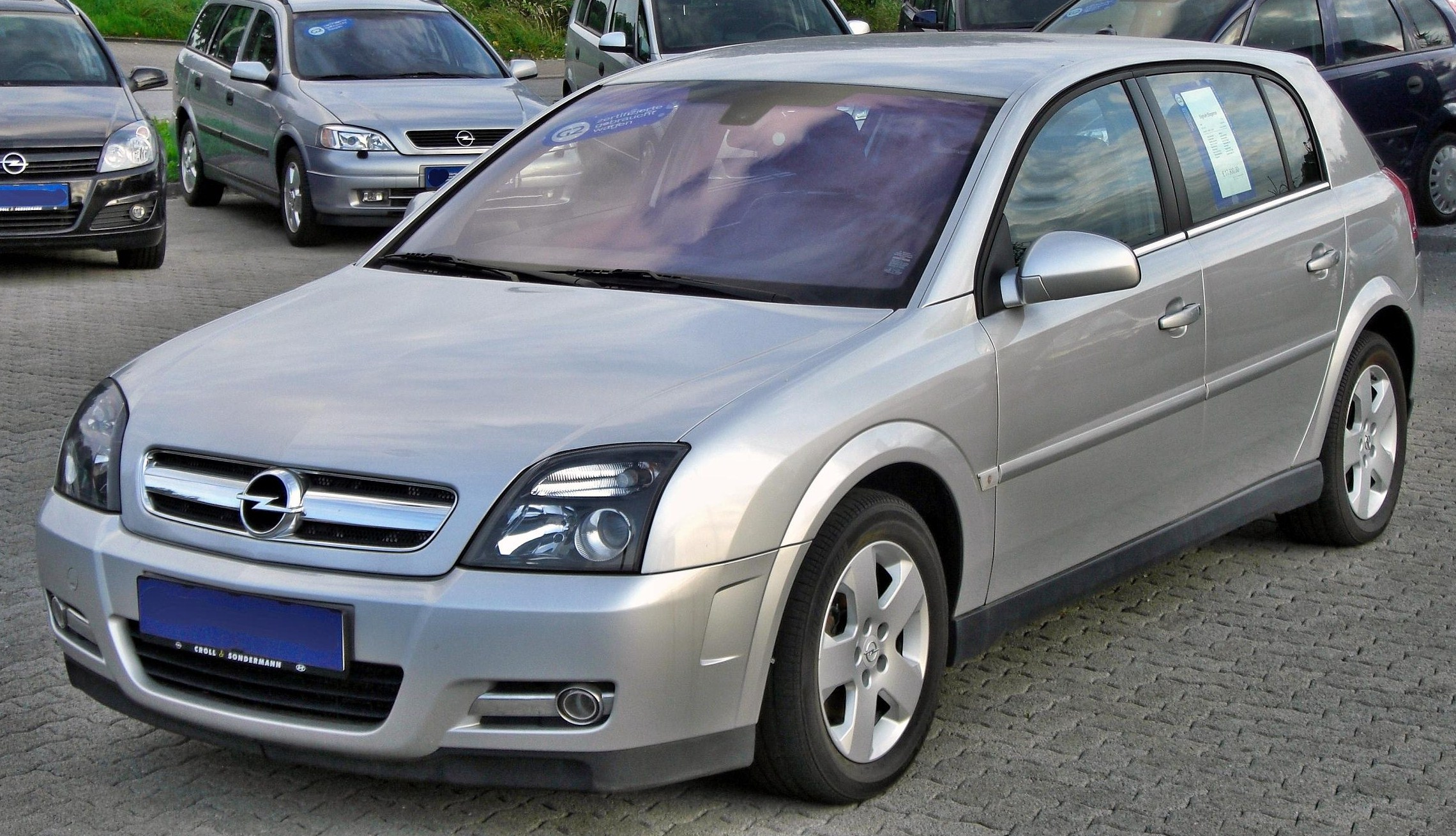
Opel Signum primera serie
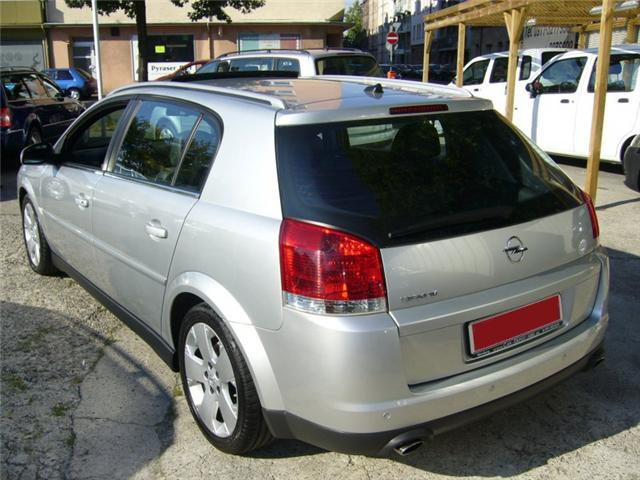
Opel Signum vista trasera
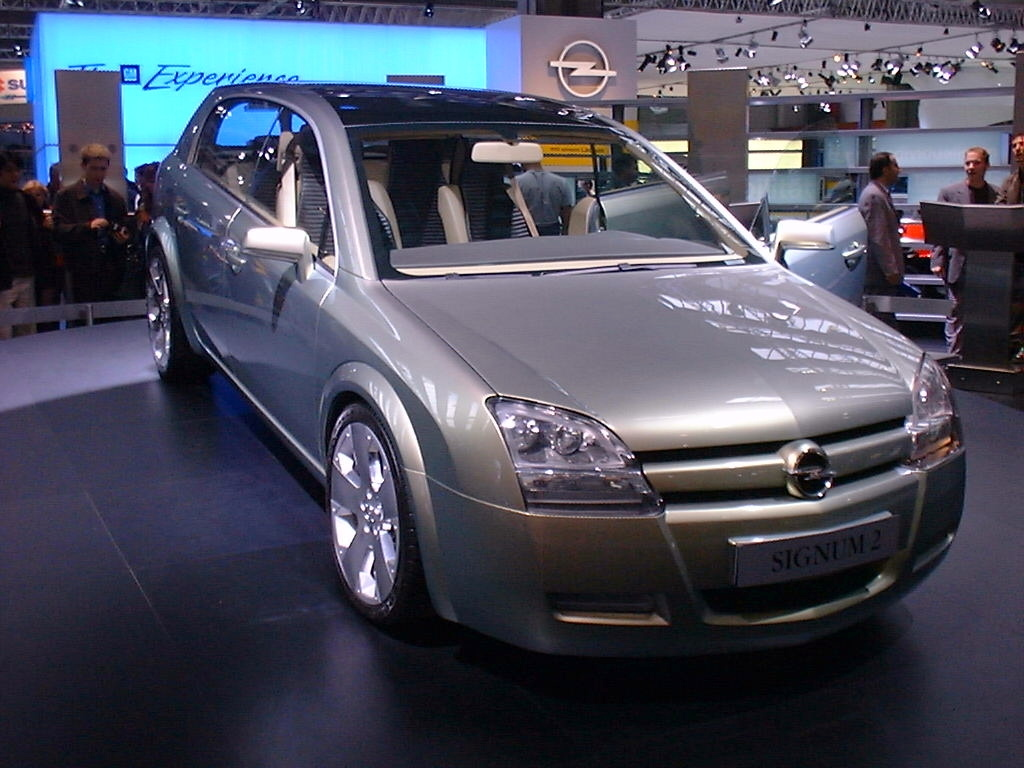
Opel Signum 2 concept
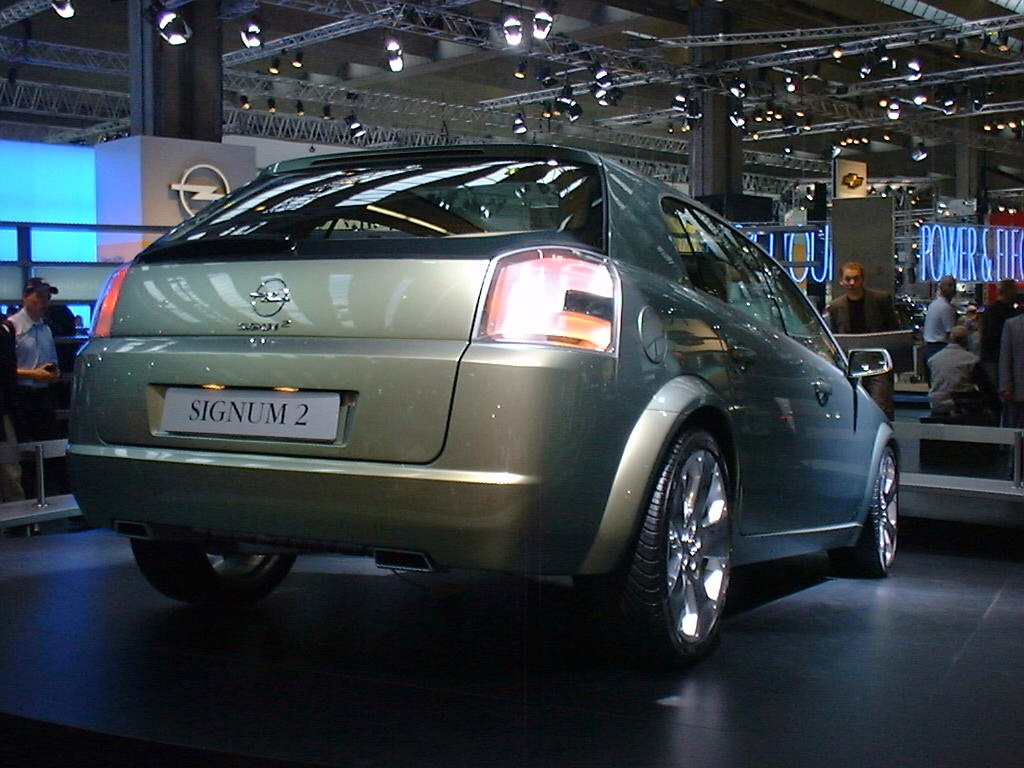
Opel Signum 2 concept vista trasera